# Julie Majer
Julie Majer (* 1883; † 1963 in Herrenberg) war eine deutsche antifaschistische Widerstandskämpferin.

## Leben und Wirken
Julie Majer emigrierte in jungen Jahren nach Britisch-Indien, wo sie ab 1910 als Directrice arbeitete. Während des Ersten Weltkrieges wurde sie 1914 als Deutsche von den Briten ausgewiesen. 
Sie nahm dies zum Anlass, um ihre Reifeprüfung nachzuholen und ging dafür von 1915 bis 1917 auf eine Tübinger Schule.
1917 begann sie hier ein Medizinstudium und legte 1919 das Physikum ab. Eine Erkrankung der Mutter zwang sie vor Studien-Ende zur Erwerbstätigkeit. Wie so vielen anderen Frauen ihrer Zeit war der couragierten Julie Majer der Abschluss ihres Studiums zunächst nicht möglich. Der Tod des Vaters und somit die fehlende finanzielle Absicherung vereitelten die angestrebte medizinische Ausbildung der Pfarrerstochter.
Ab 1921 arbeitete sie unter anderem als Fachlehrerin für Handarbeit an der Tübinger Frauenarbeitsschule. 1928 wurde sie Mitglied der Roten Hilfe Deutschlands, einer Wohlfahrtsorganisation der KPD. Sie setzte sich in der Interessensgemeinschaft oppositioneller Lehrer für eine fortschrittliche Bildungspolitik ein.
1934 versteckte sie in ihrer Tübinger Wohnung in der Waldhäuser Straße für mehrere Wochen einen von der Gestapo verfolgten Stuttgarter Kommunisten. Drei Jahre später wurde dieser bei einem Fluchtversuch verhaftet und gab unter Folter Julie Majers Namen preis. Sie wurde daraufhin kurzzeitig verhaftet. Sie bekam ein Berufsverbot als Lehrerin und arbeitete nun als Wäscheschneiderin. 1963 starb sie in einem Herrenberger Altersheim.
Am 24. Juni 2022 wurde zum Gedenken an Julie Majer ein Stolperstein in der Goethestraße 9 in Tübingen, ihrem letzten Wohnsitz, verlegt.